# 希科里普萊恩斯 (阿肯色州)
希科里普萊恩斯（英語：Hickory Plains）是位於美國阿肯色州普雷里縣的一個非建制地區。該地的面積和人口皆未知。

## 地理
希科里普萊恩斯的座標為34°59′24″N 91°44′12″W / 34.99000°N 91.73667°W，而該地的平均海拔高度為76米（即249英尺）。